# 傑緬季夫卡
47°27′24″N 29°42′33″E / 47.45667°N 29.70917°E
德門蒂夫卡（烏克蘭語：Дементівка）是位於烏克蘭西南部的村莊，由敖德萨州羅茲季利納區的扎哈里夫卡市鎮負責管轄。該村始建於1957年，面積0.25平方公里，海拔高度92米，2001年人口93，人口密度每平方公里372人。